# 梁章鉅
梁章鉅（1775年—1849年），字閎中，又字茝林，號茝鄰，晚號退庵。祖籍福建省福州府長樂縣，生于福州，家族屬永盛梁氏。清朝政治人物、学者。

## 生平
梁章鉅幼時穎悟，九歲能詩，乾隆五十九年（1794年）中舉，嘉慶七年（1802年）進士。選翰林院庶吉士。嘉慶十年（1805年），任禮部主事。嘉慶十二年（1807年），掌浦城浦南書院講席，次年，入福建巡撫張師誠幕府。嘉慶二十三年（1818年），經考選任軍機章京。道光二年（1822年），授湖北荊州知府兼荊宜施道，升淮海河務兵備道，調署江蘇按察使。道光五年（1825年），管理盤運漕糧總局，任山東按察使。次年，調任江蘇布政使。在江蘇任職八年，曾四次代理巡撫，政績斐然。道光十一年（1831年），江淮大水災，他率屬捐廉募款。同年，修復練湖牌壩，籌款興修孟瀆、得勝、澡港三河水利。道光十二年（1832年）四月，奏請回福州養病。道光十五年（1835年），奉召入京，授甘肅布政使。次年，升廣西巡撫兼署學政。道光十八年（1838年），上疏主張重治鴉片囤販之地，強調“行法必自官始”，並積極配合林則徐嚴令梧州、潯州官員捉拿煙販，采取10家連保法，杜絕復種罌粟。道光二十一年（1841年），親自帶兵防守梧州，並增兵潯州、南寧，運送大炮支援廣州防務。曾上疏抨擊琦善在廣東“開門揖盜”，歌頌三元裏人民抗英鬥爭，第一個向朝廷提出以“收香港為首務”。同年，調任江蘇巡撫，帶兵到上海會同江南提督陳化成部署抗英，組織寶山、上海、川沙、太倉、南匯、嘉定等地興辦團練，嚴密設防，使英軍未敢妄動。同年八月，署理兩江總督兼兩淮鹽政。十一月病發，專折奏請開缺調理。先後寓居揚州、浦城、溫州。道光二十九年（1849年）病逝。

## 著述
梁章鉅平生縱覽群籍，能詩善書，學識淵博，精鑒賞，富收藏，好金石。諳於掌故，善作筆記小品，50餘年著作有70餘種，為清代各省督撫中著作最多者。著有《樞垣紀略》、《楹聯叢話》十二卷、《楹聯續話》四卷、《楹聯三話》二卷、《吊谱集成》等。比較出名的有《歸田瑣記》、《浪跡叢談》、《退庵隨筆》。尤其是《浪跡叢談》保存了豐富的小說史料。

## 後代
- 长子梁逢辰，字吉甫，1800年生。
  - 孫梁億年
- 次子梁丁辰，字平仲，1811年生。
- 三子梁恭辰，字敬叔，1814年生。
- 四子梁映辰，1817年生。
- 五子梁敬辰，1821年生。

有四个女儿梁兰省、梁兰台、梁兰芳、梁兰衡。
有曾孫梁鴻志，為近代中國的政治家。

## 外部連結
- 梁章鉅 （页面存档备份，存于） 中研院史語所

| 官衔        | 官衔                                                                                  | 官衔          |
| ----------- | ------------------------------------------------------------------------------------- | ------------- |
| 前任： 惠吉 | 清朝廣西巡撫 道光十六年四月十二 - 道光二十一年闰三月十三 1836年5月26日 - 1841年5月3日 | 繼任： 周之琦 |

1. ↑  其先祖在清初徒居福州，自稱福州人